# Meroplius bispinifer
Meroplius bispinifer är en tvåvingeart som beskrevs av Ozerov 1999. Meroplius bispinifer ingår i släktet Meroplius och familjen svängflugor.
Artens utbredningsområde är Uganda. Inga underarter finns listade i Catalogue of Life.